# Чемпіонат Італії з футболу 1908
Чемпіонат Італії з футболу 1908 — одинадцятий сезон футбольного чемпіонату в Італії. В чемпіонаті брали участь 4 команди. Матчі проходили з 1 березня по 17 травня. Чемпіонат складався з двох турнірів Федерального чемпіонату, де виступали також і іноземні гравці та Італійського чемпіонату, де виключно виступали італійці, переможцем саме останнього турніру вперше став Про Верчеллі.

## Федеральний чемпіонат
| Команда 1      | Заг. | Команда 2 | 1-й матч | 2-й матч |
| -------------- | ---- | --------- | -------- | -------- |
| «Андреа Дорія» | 1-3  | Ювентус   | 0-3      | 1-0      |

Турнірна таблиця
| М   | Клуб           | О | І | В | Н | П | МЗ | МП | Різ | Примітки             |
| --- | -------------- | - | - | - | - | - | -- | -- | --- | -------------------- |
| 1   | Ювентус        | 2 | 2 | 1 | 0 | 1 | 3  | 1  | +2  | Чемпіон плей-оф.     |
| 2   | «Андреа Дорія» | 2 | 2 | 1 | 0 | 1 | 1  | 3  | -2  | Друге місце плей-оф. |
| Н/У | Мілан          | - | - | - | - | - | -  | -  | -   | Не брав участь.      |

Плей-оф
| Команда 1 | Рахунок | Команда 2    |
| --------- | ------- | ------------ |
| Ювентус   | 2-2     | Андреа Доріа |

Перегравання
| Команда 1 | Рахунок | Команда 2    |
| --------- | ------- | ------------ |
| Ювентус   | 5-1     | Андреа Доріа |

## Італійський чемпіонат

### П'ємонт
| Команда 1    | Заг. | Команда 2 | 1-й матч | 2-й матч |
| ------------ | ---- | --------- | -------- | -------- |
| Про Верчеллі | 3-1  | Ювентус   | 1-1      | 2-0      |

### Лургія
Переможець Андреа Доріа.

### Ломбардія
Переможець Міланезе.

### Фінальний раунд
| М | Клуб         | О | І | В | Н | П | МЗ | МП | Різ |
| - | ------------ | - | - | - | - | - | -- | -- | --- |
| 1 | Про Верчеллі | 4 | 2 | 2 | 0 | 6 | 4  | 2  | +2  |
| 2 | Міланезе     | 4 | 2 | 1 | 1 | 5 | 7  | 3  | +4  |
| 3 | Андреа Доріа | 4 | 0 | 1 | 3 | 1 | 4  | 10 | -6  |

Результати
| Команда 1    | Рахунок | Команда 2    |
| ------------ | ------- | ------------ |
| Міланезе     | 5-1     | Андреа Доріа |
| Про Верчеллі | 0-0     | Міланезе     |
| Андреа Доріа | 1-2     | Про Верчеллі |
| Про Верчеллі | 1-1     | Андреа Доріа |
| Міланезе     | 0-1     | Про Верчеллі |
| Андреа Доріа | 1-2     | Міланезе     |

| Чемпіон Італії 1908    |
| ---------------------- |
| Про Верчеллі 1-й титул |